# Fusil automatique Rieder
Le Fusil automatique Rieder est une conversion d'origine sud-africaine du fusil Lee–Enfield SMLE en mode automatique. Le kit de conversion Rieder peut être installé rapidement avec des outils simples. Une arme similaire d'origine néo-zélandaise  était le fusil automatique Charlton.
Alors que le fusil n'avait pas la possibilité de sélectionner le mode de tir, des tirs au coup par coup pouvaient être effectués en relâchant rapidement la détente. c'était également possible en fermant l'évent d'emprunt des gaz (le réarmement étant manuel dans ce cas). Des prototypes de fusils convertis « Rieder » ont été testés sur bipied et trépied et ont prouvé leur fiabilité avec un faible besoin d'entretien, mais des recommandations ont été faites pour changer le système de visée afin de prendre en compte les vibrations pendant le tir automatique.

## Nota
En France ce type d'arme est appelé 'Fusil-mitrailleur', son usage habituel étant des tirs de courtes rafales tirées 'à la hanche' ou en appui du canon sur un support (bipied, trépied [principalement pour les tirs anti-aériens], muret, remblai, ...).